# Torcé-Viviers-en-Charnie
Torcé-Viviers-en-Charnie is een gemeente in het Franse arrondissement Mayenne.

## Geografie
De oppervlakte van Torcé-Viviers-en-Charnie bedraagt 49,8 km², de bevolkingsdichtheid is 14,8 inwoners per km².

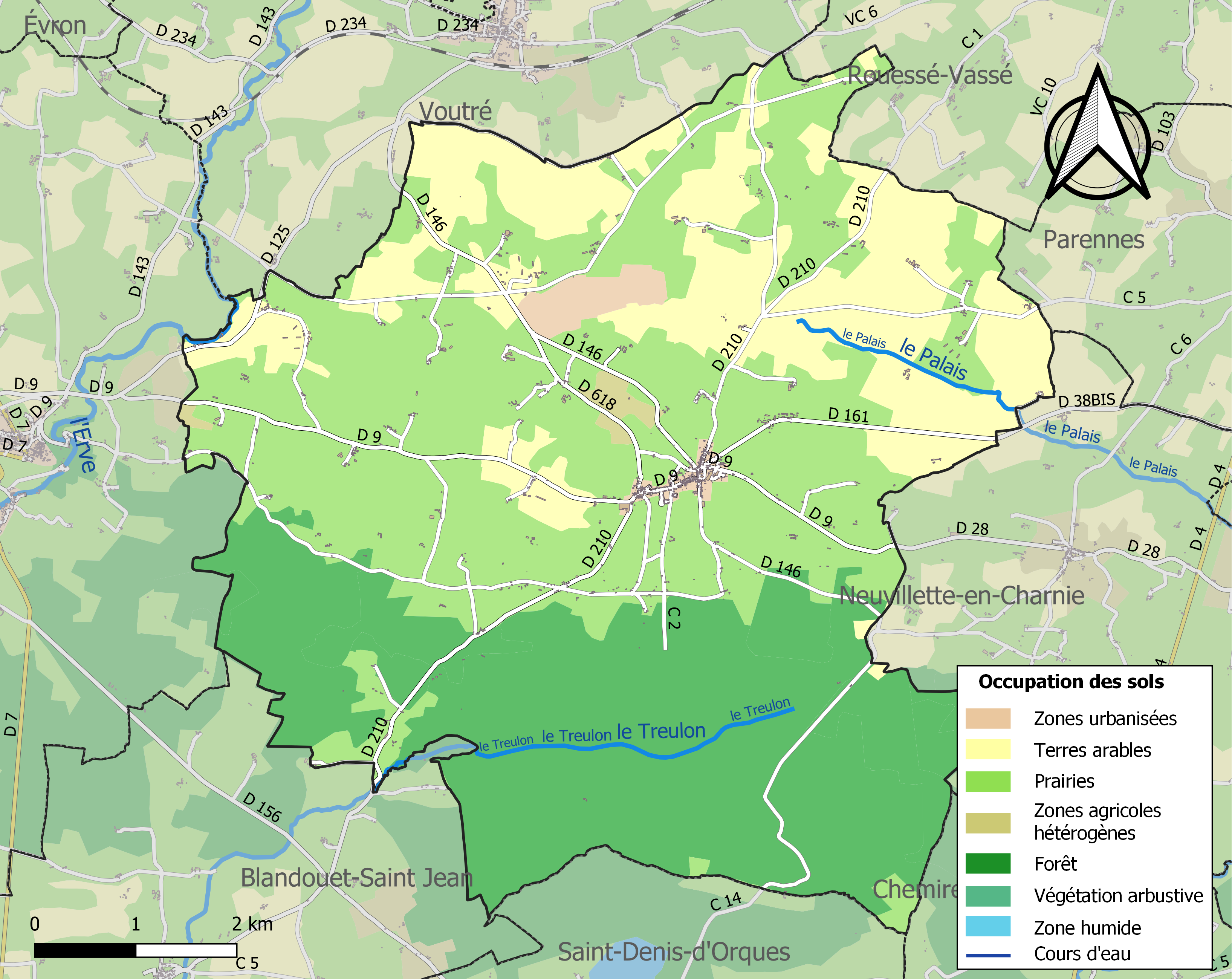
Kaart van de gemeente met de belangrijkste infrastructuur, bodemgebruik en omliggende gemeenten

## Demografie
Onderstaande figuur toont het verloop van het inwonertal (bron: INSEE-tellingen).

1. ↑  Populations de référence 2022.